# Erdsäuren
Erdsäuren oder auch Saure Erden ist eine veraltete Bezeichnung für die Oxide der Metalle aus der Vanadiumgruppe, d. h. von Vanadium, Niob und Tantal. Grund der Bezeichnung ist der Charakter der Oxide (Erden) als Säurebildner.
Vom Vanadium sind Oxide in den Oxidationsstufen +II, +III, +IV und +V bekannt: Vanadium(II)-oxid VO, Vanadium(III)-oxid V2O3, Vanadium(IV)-oxid VO2 und Vanadium(V)-oxid V2O5.
Oxide vom Niob und vom Tantal wurden bisher in den Oxidationsstufen +II, +IV und +V als Niob(II)-oxid NbO, Niob(IV)-oxid NbO2 und Niob(V)-oxid Nb2O5 bzw. als  Tantal(II)-oxid TaO, Tantal(IV)-oxid TaO2 und Tantal(V)-oxid Ta2O5 gefunden.